# Vampire Academy (film)
Vampire Academy è un film del 2014 diretto da Mark Waters e sceneggiato dal fratello Daniel Waters, adattamento cinematografico del primo romanzo della serie L'accademia dei vampiri di Richelle Mead.

## Trama
Rose Hathaway, una tutrice Dhampir di diciassette anni in formazione, e la sua migliore amica, la principessa Moroi Vasilisa "Lissa" Dragomir, vivono discretamente, essendo fuggite dal collegio dell'Accademia di San Vladimir un anno prima. I Dhampir sono ibridi vampiri-umani addestrati per proteggere i Moroi, vampiri mortali con una normale durata della vita e della morte che tendono ad avere poteri magici e appartengono a stirpi reali. Vengono presto trovati e costretti a tornare all'Accademia di San Vladimir dove incontrano gli Strigoi, i vampiri non morti della leggenda, che diventano Moroi se prosciugano completamente il sangue delle loro vittime o vengono trasformati. Lissa viene ostracizzata dai suoi coetanei mentre Rose inizia a formare un'attrazione per il suo mentore russo Dhampir e collega Guardiano, Dimitri Belikov.
Iniziano ad apparire messaggi misteriosi che minacciano Lissa, scritti sul muro con il sangue e un'esplosione in memoria della sua famiglia nella chiesa della scuola. Sospettano che sia opera della compagna di classe Mia Rinaldi, che una volta ha frequentato il fratello di Lissa, Andre, ora defunto, che ha avuto relazioni non vincolanti e ha concentrato il suo odio verso Lissa come l'unico membro sopravvissuto della linea Dragomir. Manipolando altri due studenti usando il sesso, li convinse ad aiutarla a diffondere voci su Rose. Un Moroi di nome Christian Ozera, che è visto male dai suoi coetanei perché i suoi genitori sono diventati Strigoi, cerca di fare una relazione con Lissa ma Rose riesce a tenerlo lontano mentendo sia a Lissa che a Christian. Christian e Lissa iniziano a legare, ma Rose cerca di sabotare la loro relazione.
Più tardi, Rose indaga sulla scomparsa di Sonya Karp, un'insegnante che ha aiutato lei e Lissa a fuggire, e trova filmati di Karp mentalmente instabile dall'uso di Spirit Magic. Scopre anche che Lissa ha lo stesso raro potere che aveva il fondatore della loro scuola San Vladimir, quello dello Spirito, un potere che consente all'incantatore di curare i disturbi e salva i moribondi; tuttavia, l'uso dello Spirito drena gradualmente l'energia vitale dell'utilizzatore ad ogni utilizzo. Rose chiede a Ellen Kirova, la direttrice, di mostrare le sue informazioni riservate su Karp e rivela che Karp è diventato Strigoi ed è scappato prima della sua scomparsa. Allo stesso tempo, gli animali morti iniziano ad apparire ovunque vada Lissa. All'Equinox Dance, Rose scopre che Mia non è responsabile di tutti gli animali morti. Presto, Lissa viene rapita e Rose, Dimitri e Christian si precipitano a salvarla.
Il responsabile Moroi del rapimento di Lissa e delle minacce contro di lei è Victor Dashkov, un precedente candidato al trono, che ha contratto la Sindrome di Sandovsky, una malattia cronica. Vuole usare Lissa per curarsi, sapendo che la cura costerebbe la vita di Lissa poiché la continua guarigione alla fine le avrebbe messo a dura prova. Una volta catturata e collocata nelle celle sicure sotto la scuola, Victor spiega a Rose che il motivo per cui si è legata a Lissa è che è stata "baciata dall'ombra", essendo stata riportata in vita dalla magia di Lissa. Mentre stanno parlando, la figlia di Victor, Natalie, che ha stretto amicizia sia con Lissa che con Rose ed era una studentessa molto insicura a scuola, sta mettendo in atto gli strumenti della sua fuga dopo aver trasformato Strigoi prosciugando a morte la sua cotta. Dimitri arriva e uccide Natalie e trattiene Victor.
Durante un discorso della regina vampira Tatiana Ivashkov, Lissa interviene e fa un discorso tutto suo, annunciando che lo Spirito è il suo tipo di magia e che è grazie a Rose che può dominarlo. Rose poi esce per incontrare Dimitri e chiedergli dei suoi sentimenti per lei. Afferma che non può amarla perché se ci fosse stato un pericolo tra Rose e Lissa, l'avrebbe salvata invece di Lissa. Rose dà a Dimitri un bacio sulla guancia e torna all'accademia. In una grotta di montagna vicino all'accademia, Karp guida un'orda di Strigoi.

## Produzione

### Sviluppo
Nel giugno 2010, Preger Entertainment opzionò i diritti della serie L'accademia dei vampiri. Il 6 luglio, fu annunciato che Don Murphy sarebbe stato il produttore della pellicola., mentre il 17 dicembre venne reso noto che Daniel Waters avrebbe scritto la sceneggiatura e suo fratello Mark Waters avrebbe diretto il film.

### Casting
Il 1º febbraio 2013 fu annunciato che Zoey Deutch, Lucy Fry e Danila Kozlovsky avrebbero interpretato rispettivamente i protagonisti Rose Hathaway, Lissa Dragomir e Dimitri Belikov. Il 29 aprile, Olga Kurylenko entrò nel cast ricoprendo il ruolo della preside Ellen Kirova. Altri membri del cast vennero resi noti il 10 maggio (Cameron Monaghan, Sami Gayle, Claire Foy e Ashley Charles avrebbero interpretato Mason Ashford, Mia Rinaldi, Sonya Karp e Jesse Zeklos rispettivamente) e il 18 maggio (Gabriel Byrne, Sarah Hyland, Joely Richardson e Dominic Sherwood, nei panni di Victor Dashkov, Natalie Dashkov, la regina Tatiana Ivashkov e Christian Ozera). Due giorni dopo, i produttori twittarono una foto del dietro le quinte, rivelando i nomi di qualche altro attore del cast.
Il casting del film fu curato da Marci Liroff e Reg Poerscout-Edgerton.

### Pre-produzione
La produzione iniziò ufficialmente il 1º aprile 2013. I produttori annunciarono tramite la pagina ufficiale di Facebook che la maggior parte delle riprese si sarebbero svolte nel Regno Unito, alcune scene nel Montana statunitense, e che il regista Mark Waters aveva iniziato la pre-produzione a Londra.
Per prepararsi al loro ruolo di guardiani, Zoey Deutch, Cameron Monaghan e Danila Kozlovsky si sottoposero a un allenamento rigoroso.

### Riprese
Le riprese cominciarono il 28 maggio 2013 a Londra, Inghilterra, ai Pinewood Studios, terminarono ufficialmente il 20 luglio.

### Distribuzione
Weinstein Company, distributore statunitense della pellicola, indisse un concorso che avrebbe permesso al vincitore di visitare il set londinese e incontrare il cast. Il 22 luglio 2013, fu tenuto un test domanda-risposta su Twitter con l'autrice Richelle Mead che rispondeva alle domande dei fan. La prima locandina ufficiale fu distribuita quello stesso giorno da Yahoo! Movies, mentre il 13 agosto USA Today rese pubbliche tre foto promozionali. Poco più tardi, Weinstein Company distribuì un'anteprima del teaser trailer. Il 14 agosto 2013 fu diffuso il teaser trailer ufficiale del film. Il film è stato distribuito nei cinema statunitensi a partire dal 14 febbraio 2014, mentre in Italia è stato reso disponibile solo in pochi cinema dall'11 settembre 2014.